# Museo Municipal de Náutica de Masnou
El Museo Municipal de Náutica de Masnou es un museo de titularidad municipal que tiene como eje vertebrador la relación de Masnou con el mar. Forma parte de la Red de Museos Locales de la Diputación de Barcelona, la Red de Museos Marítimos de la Costa Catalana y la Asociación de Museos Marítimos del Mediterráneo. El Museo también gestiona la Escuela Municipal de Maquetismo Naval; asimismo, publica desde 1990 una revista de historia local llamada La Roca de Xeix y convoca bienalmente la Beca de Investigación Local.

## Historia
El Museo Municipal de Náutica de Masnou tiene su origen en la creación, en 1957, de un patronato de gestión que consolidó sus proyectos en 1962 con la inauguración del Museo Histórico Arqueológico, centrado inicialmente en la conservación y la divulgación de piezas arqueológicas procedentes de excavaciones realizadas en Masnou, aunque el elemento marítimo fue adquiriendo importancia hasta convertirse en emblemático. Por ello,  en 1990 los miembros del Patronato acordaron cambiar la denominación del Museo por la de Museo Municipal de Náutica de Masnou.
El Museo cerró en 1999 y reabrió sus puertas al público en unas instalaciones nuevas en 2001.

## Exposición
La exposición permanente se articula alrededor de la relación de la población de Masnou con el mar y se distribuye en distintos ámbitos: El mar azul, La antigüedad, El nacimiento de un pueblo, Las embarcaciones del Masnou, La navegación, El comercio, La herencia marinera y un espacio nuevo, inaugurado en 2006, donde se proyecta el audiovisual Hagamos memoria. Masnou del siglo XX (Fem memòria. El Masnou del segle XX, en catalán) El fondo del museo se compone, por un lado, de los materiales arqueológicos de época prehistórica, íbera, romana y medieval y, por el otro lado, los testimonios del mundo marítimo, entre los que destacan los instrumentos de navegación, una pinacoteca de tema marítimo, un amplio repertorio de cartas náuticas y una biblioteca especializada.

### Espacio de Arte Cinético Jordi Pericot
Inaugurado el 17 de diciembre de 2011 en las instalaciones del Museo, este espacio acoge una treintena de obras de Jordi Pericot, donadas por el propio artista.

### Mirada táctil
El Museo también dispone de un módulo multisensorial llamado La Mirada Táctil, un espacio de interpretación táctil dirigido a todos los visitantes pero diseñado y adaptado especialmente para los visitantes que presenten algún tipo de dificultad visual, ceguera o movilidad reducida.